# Hamouda Ben Slama
Pour les articles homonymes, voir Ben Slama.
Hamouda Ben Slama est un médecin et homme politique tunisien.

## Biographie

### Carrière professionnelle
Hamouda Ben Slama est médecin spécialiste en médecine interne et en médecine préventive et sociale. Expert en économie de la santé, il est membre fondateur et secrétaire général de l'Association générale des médecins de Tunisie en 1973. Il est également secrétaire général, puis vice-président du Conseil national de l'Ordre des médecins dans les années 1970. De 1978 à 1986, il est secrétaire général de l'Union des médecins arabes.

### Activités politiques

#### Débuts
En 1976, il participe à la création du journal Erraï et du Conseil national des libertés publiques, dont a notamment émané la Ligue tunisienne des droits de l'homme. Il co-fonde d'ailleurs cette dernière aux côtés d'Hassib Ben Ammar, en mai 1977 et en est élu secrétaire général à son premier congrès en 1982.
En juin 1978, il fait partie des libéraux qui fondent le Mouvement des démocrates socialistes. Il en est le secrétaire général adjoint jusqu'au 20 août 1983, date à laquelle il quitte ce parti.

#### Ministre
Proche d'Abdelfattah Mourou, de Rached Ghannouchi et de Hamadi Jebali du Mouvement de la tendance islamique, devenu Ennahdha, il choisit le rapprochement entre les islamistes et Zine el-Abidine Ben Ali lorsque ce dernier arrive au pouvoir le 7 novembre 1987.
Le 12 avril 1988, il est nommé secrétaire d'État auprès du ministre de la Santé, avant d'être remplacé par Tahar Azaiez lors du remaniement du gouvernement de Hédi Baccouche le 27 juillet 1988. À cette date, il devient ministre de la Jeunesse et des Sports, à la place d'Abdelhamid Escheikh. Il est reconduit dans le gouvernement Hamed Karoui, avant d'être remplacé par Mohamed Saâd le 20 février 1991. Il explique avoir été limogé en exemple car le régime de Ben Ali allait commencer à réprimer les islamistes. Il refuse alors un poste d'ambassadeur en Irak.
Lors des élections législatives tenues le 2 avril 1989, il est élu député dans la circonscription de Ben Arous.

#### Parcours post-révolution
Redevenu médecin, il renoue avec la politique, après la révolution de 2011, en participant à la commission d'enquête mixte sur les violences survenues entre les Ligues de protection de la révolution et les syndicalistes de l'Union générale tunisienne du travail sur la place Mohamed-Ali de Tunis, le 4 décembre 2012.
Le 22 septembre 2014, il dépose au bureau de l'Instance supérieure indépendante pour les élections sa candidature officielle à l'élection présidentielle. Candidat indépendant, il déclare avoir collecté treize parrainages de constituants, dont la plupart sont issus d'Ennahdha. Il remporte finalement 0,1 % des voix.